# Diego Buñuel
Diego Buñuel es un director de cine francés nacido en 1975 y director y presentador de las series del National Geographic Channel, No le digan a mi madre. También es presentador de un programa de noticias en Francia llamada Les Nouveaux Explorateurs, retransmitido por Canal Plus. Es hijo del también director francés de cine  Juan Luis Buñuel y nieto del genuino director aragonés de cine Luis Buñuel.

## Biografía
Es nieto del director español Luis Buñuel (1900-1983) e hijo del cineasta Juan Luis Buñuel (1934-2017).
Recibió su bachelor's degree por la Universidad del Noroeste en periodismo y luego trabajó en varios periódicos como el Times Picayune en Nueva Orleans, el San Francisco Examiner, el Saint Louis Post Dispatch, el Miami Herald y el Chicago Tribune antes de ir a trabajar al Sun Sentinel como reportero de sucesos. En 2000, hizo el servicio militar francés en Bosnia y estuvo acuartelado en Sarajevo, lo que le llevó a especializarse en periodismo de guerra.
De vuelta a Francia, empezó a trabajar para la agencia de prensa CAPA como corresponsal de guerra. Cubrió los acontecimientos del 11-S, la intervención estadounidense en Afganistán en el año 2001, estuvo incrustado en una unidad de marines estadounidenses en 2003 durante un mes conforme su unidad viajaba desde Kuwait a Bagdad. Después de ello marchó a cubrir la guerra en el Congo Oriental, el tsunami de 2004 en Banda Aceh, Indonesia, el funeral de Yasser Arafat en Ramallah e hizo un reportaje especial sobre el auge de los cristianos evangélicos en los Estados Unidos de George Bush, entre otras cincuenta historias.
En 2006 rodó el primer episodio de la serie No le digan a mi madre, coproducido por el Canal+ y el National Geographic Channel, donde ofrece una nueva perspectiva sobre áreas a las que raramente se viaja afectadas por conflictos y guerras como Afganistán, Corea del Norte, Congo, Israel, Irán, Irak, los Balcanes y Pakistán. El episodio en Pakistán es regularmente bloqueado en el Canal National Geographic en Pakistán y también ha sido eliminado en YouTube. También ha visitado países de América Latina, tales como Colombia, México, Brasil y Venezuela. 
En 2008 Diego creó su propio estudio de producción llamado, Explorer Productions.